# Advanced Pinball Simulator
Advanced Pinball Simulator è un videogioco di flipper pubblicato nel 1988-1989 per gli home computer Amstrad CPC, Atari 8-bit, Commodore 64 e ZX Spectrum dalla Codemasters, nella sua linea a basso costo.

## Trama
Insolitamente per un flipper, il gioco ha una trama, leggibile dalle schermate del menù principale. Un mago malefico, in grado di far eruttare un vulcano, sta minacciando alcuni villaggi già colpiti dalla carestia. Il giocatore deve trovare un libro di incantesimi contro il mago, preparare una pozione contro la siccità, ricostruire un cottage e distruggere il castello del mago. Infine riceverà la sua ricompensa nel vulcano spento oltre la foresta. Tutto ciò si traduce in elementi visibili del flipper, e una volta raggiunto il vulcano spento con la pallina il gioco termina con la vittoria.

## Modalità di gioco
È disponibile un solo tavolo di flipper e possono partecipare fino a 3 giocatori alternandosi. Il tavolo è asimmetrico e dotato di quattro alette, due per lato, e di classici elementi dei flipper come corridoi, respingenti a parete e a fungo, bersagli a parete e girevoli. Il giocatore controlla con un tasto la molla di lancio della pallina e con due tasti le due coppie di alette. Non sono possibili lo scuotimento del tavolo e il tilt.
Abbattendo i relativi bersagli si illuminano sullo sfondo del tavolo gli elementi grafici riguardanti la trama, o nel caso del castello questo è inizialmente illuminato e scompare un pezzo alla volta. Ogni 10.000 punti si vince una pallina.
Esiste una versione per ZX Spectrum giocabile con la pistola ottica Defender prodotta dalla Cheetah, anziché con la tastiera, e venduta insieme alla pistola stessa.

## Accoglienza
Advanced Pinball Simulator ricevette giudizi altalenanti dalla critica europea, da piuttosto buoni fino a decisamente negativi. Il flipper, anche se ben realizzato, non presentava innovazioni e la dicitura "avanzato" presente nel titolo poteva apparire ingiustificata. Spesso si faceva notare l'assenza della funzione di tilt. La fisica della pallina fu giudicata da alcuni realistica e da altri no.